# 葉志超
葉志超（1838年—1901年），字曙青，勇號額圖渾巴圖魯，安徽廬州府合肥縣人，淮軍將領。

## 生平
早年以淮軍末弁跟從劉銘傳討伐捻軍，積功至總兵。戰淮城受傷，仍奮擊，逐北天長，又敗之汊河，賜號額圖渾巴圖魯。光緒初年，署正定鎮總兵，率練軍守新城，為大沽後路，後徙防山海關。光緒九年（1883年），李鴻章薦其優智略，實授定鎮總兵。光緒十五年（1889年），擢直隸提督。光緒十七年（1891年），率軍討伐熱河金丹道教匪，平建昌，連克榆林、沈家窩館、貝子廟，釋下長皋圍，進攻烏丹城，殺李國珍，獲賞黃馬褂、世職。
光緒二十年（1894年），朝鮮爆發東學黨之亂，朝鮮政府向清政府請求援軍，李鴻章令葉志超選練軍1500人，率太原總兵聶士成頓牙山。葉志超遲留不進，被李鴻章所責，只得出發。而日軍已據王京要隘，牙山兵甚單，駐朝商務委員袁世凱數約葉志超電請北洋發戰艦赴仁川，增陸軍駐馬坡。但李鴻章恐怕增兵會成為日方的藉口，而拒絕增兵，並告戒葉志超毋啟釁。不久，高升商輪運兵近豐島，被日軍擊沉。聶士成對葉志超說：“海道既梗，牙山絕地，不可守。公州背山面江，勢便利，戰而勝，可據以待援；不勝，猶得繞道出也。”葉志超聽從。日軍攻成歡，聶士成戰敗，退到公州，但葉志超已棄守公州，兩人退守平壤。葉志超偽稱成歡一役獲勝請功，得賞銀二萬犒軍，任平壤總統統領各軍。
葉志超意甚滿，每日置酒高會，徒築壘環砲為守。平壤之戰，左寶貴戰死、葉志超北逃，清軍大敗。葉志超逃到安州，聶士成認為安州險奧，可以固守，但葉志超不聽，再逃到定州，亦棄而不守。最後渡過鴨綠江逃回中國境內。清廷知道後，葉志超被奪職，李鴻章曾請葉志超留營效力，但清廷不准。次年，械送北京，判斬監候。光緒二十六年（1900年），獲赦歸鄉。光緒二十七年（1901年），逝世。

## 延伸阅读
[在维基数据编辑]
 《清史稿/卷462》，出自趙爾巽《清史稿》
 在维基共享资源阅览影像